# 雷虎科技

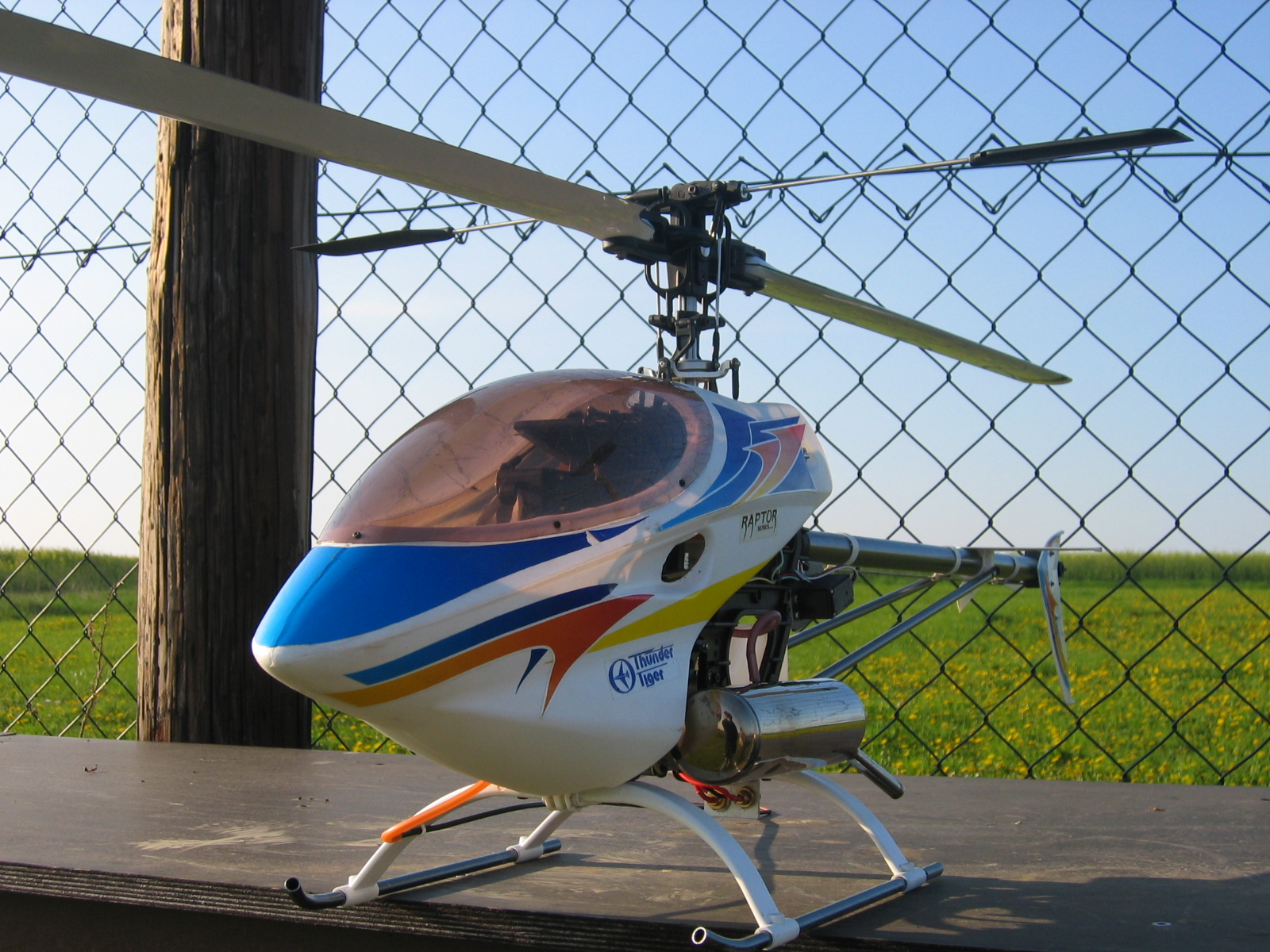
雷虎科技のヘリコプター

雷虎科技（中国語：雷虎科技股份有限公司、英文社名：Thunder Tiger RC Tech. Co., Ltd.）は台湾の飛行機、ヘリコプター、自動車、船舶、付属品とエンジン関連を含む無線操縦模型の製造会社である。
サンダータイガーブランドで世界中に展開する。企業スローガンは、"embrace the future"。

## 歴史
雷虎科技は1994年に賴春霖によって台中市で創業された。1997年にアメリカのACE R/C社を買収した。
1/8スケールの EB4 自動車模型は1999年のヨーロッパのオフロード部門で優勝した。
2004年にヨーロッパのドイツに販売センターを設立して、2005年にはアメリカで関連企業を買収した。